# Halte de Traou-Nez
La halte de Traou-Nez est une halte ferroviaire française de la ligne de Guingamp à Paimpol, située au lieu-dit Traou-Nez près de la Maison de l'Estuaire, sur la commune de Plourivo, dans le département des Côtes-d'Armor en région Bretagne.
C'est une halte voyageurs de la Société nationale des chemins de fer français (SNCF), desservie par des trains express régionaux de Bretagne (TER Bretagne) et, en saison, par le train touristique La Vapeur du Trieux. La ligne présente la particularité d'être exploitée en affermage par la société des Chemins de fer et transport automobile (CFTA), qui permet l'arrêt à la demande pour les haltes de la ligne.

## Situation ferroviaire
Établie à 35 mètres d'altitude, la halte de Traou-Nez est située au point kilométrique (PK) 533,58 de la ligne Guingamp - Paimpol, entre la halte de Frynaudour et la gare de Lancerf.

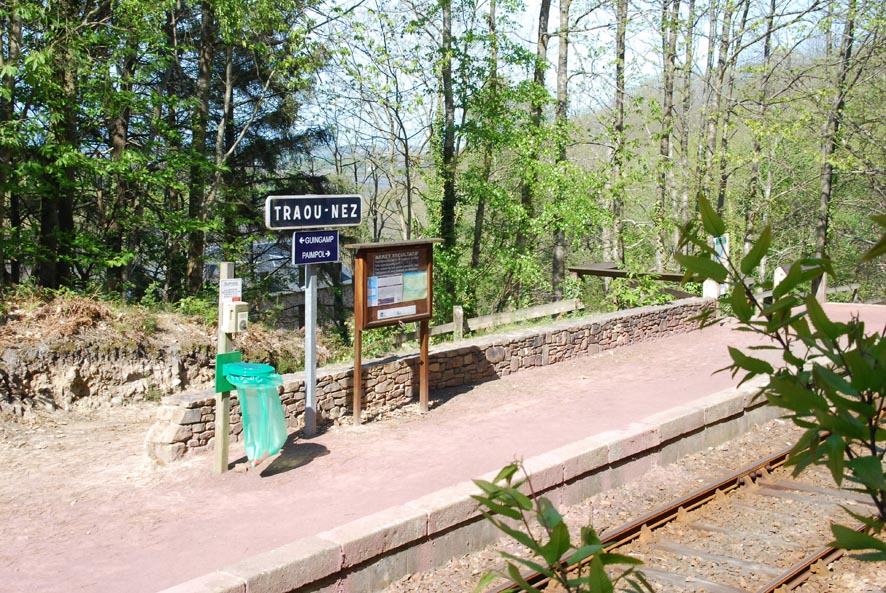
La voie, le quai et l'accès à la halte.

## Histoire

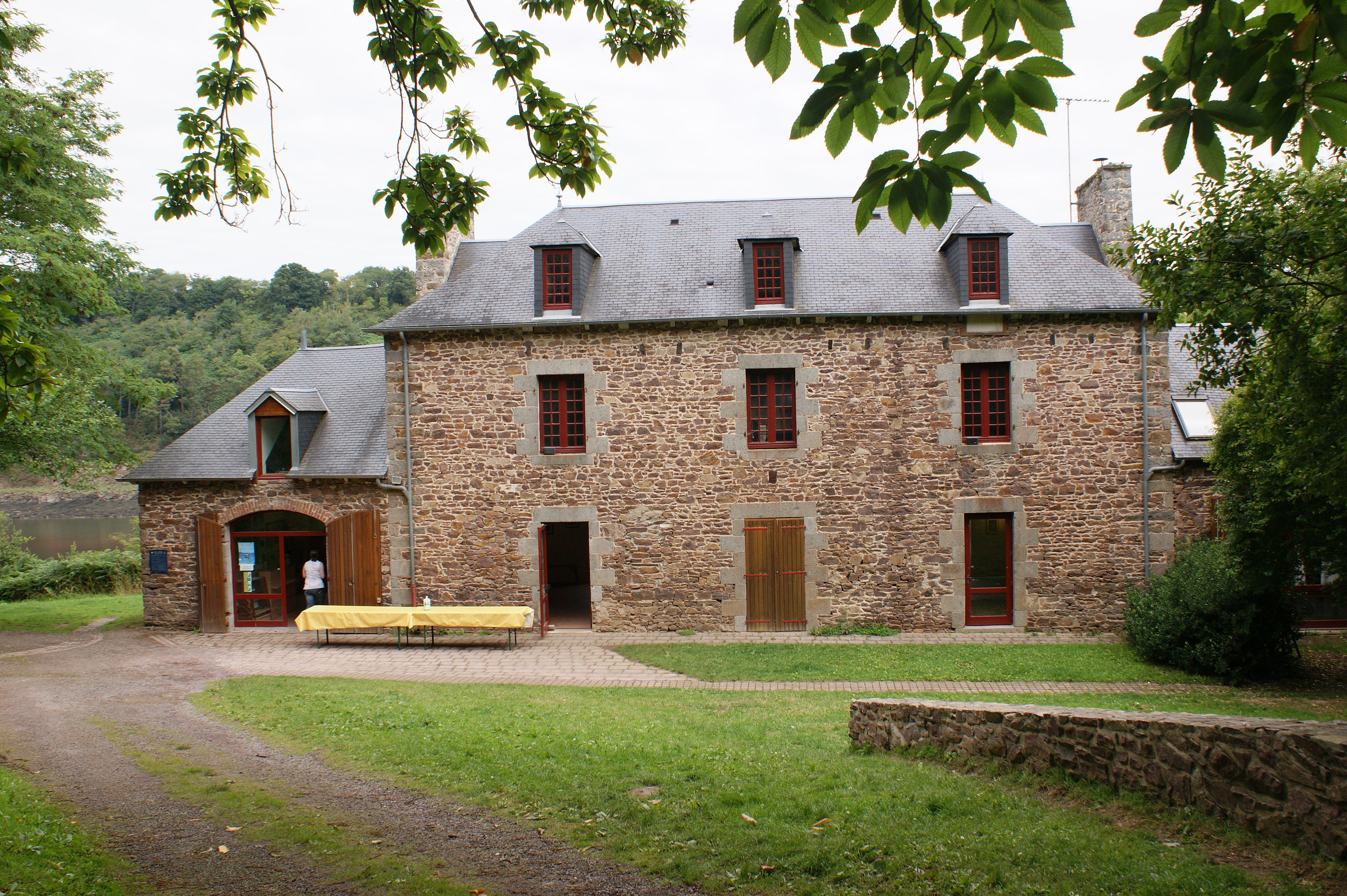
Le manoir de Traou-Nez (maison de l'estuaire) qui accueille les passagers de La Vapeur du Trieux.

Située au sein du massif forestier de Penhoat-Lancerf, la halte est créée en 1994 pour être l'arrêt détente du train touristique La Vapeur du Trieux qui ouvre cette même année après un essai en 1993. 
Située en forêt, la halte dessert la Maison de l'Estuaire, propriété du Conservatoire du littoral, ouverte en 1992 dans l'ancien manoir de Traou-Nez, rendu célèbre par l'affaire Seznec. En effet cette propriété appartenait à Pierre Quéméneur, qui l'avait acquise en 1920, trois ans avant sa disparition, au moment où Guillaume Seznec s'était engagé à la lui acheter. C'est ici qu'il aurait peut-être caché le corps de Pierre Quéméneur à la suite de l'affaire.

## Fréquentation
De 2015 à 2023, selon les estimations de la SNCF, la fréquentation annuelle de la gare s'élève aux nombres indiqués dans le tableau ci-dessous.
| Année     | 2015 | 2016 | 2017 | 2018 | 2019 | 2020 | 2021 | 2022 | 2023 |
| --------- | ---- | ---- | ---- | ---- | ---- | ---- | ---- | ---- | ---- |
| Voyageurs | 139  | 233  | 203  | 111  | 178  | 93   | 131  | 111  | 86   |

## Service des voyageurs

### Accueil
Halte SNCF, c'est un point d'arrêt non géré (PANG) à accès libre, disposant d'un quai et de panneaux d'information. C'est un arrêt facultatif, il permet la descente et la montée à la demande, il suffit d'indiquer son intention au conducteur du TER ou de lui faire signe si on est sur le quai.

### Desserte
Traou-Nez est desservie par des trains TER Bretagne qui toute l'année effectuent des missions entre les gares de Guingamp et Paimpol.

## Service des passagers de La Vapeur du Trieux
Pendant la période de circulation saisonnière (voir jours et horaires sur le site de La Vapeur du Trieux) de ce train touristique, la halte est un arrêt détente, permettant d'accéder aux dégustations et animations sur le site de la Maison de l'Estuaire, sur le trajet entre les deux gares de départ ou d'arrivée que sont Paimpol et Pontrieux.

## Galerie de photographies

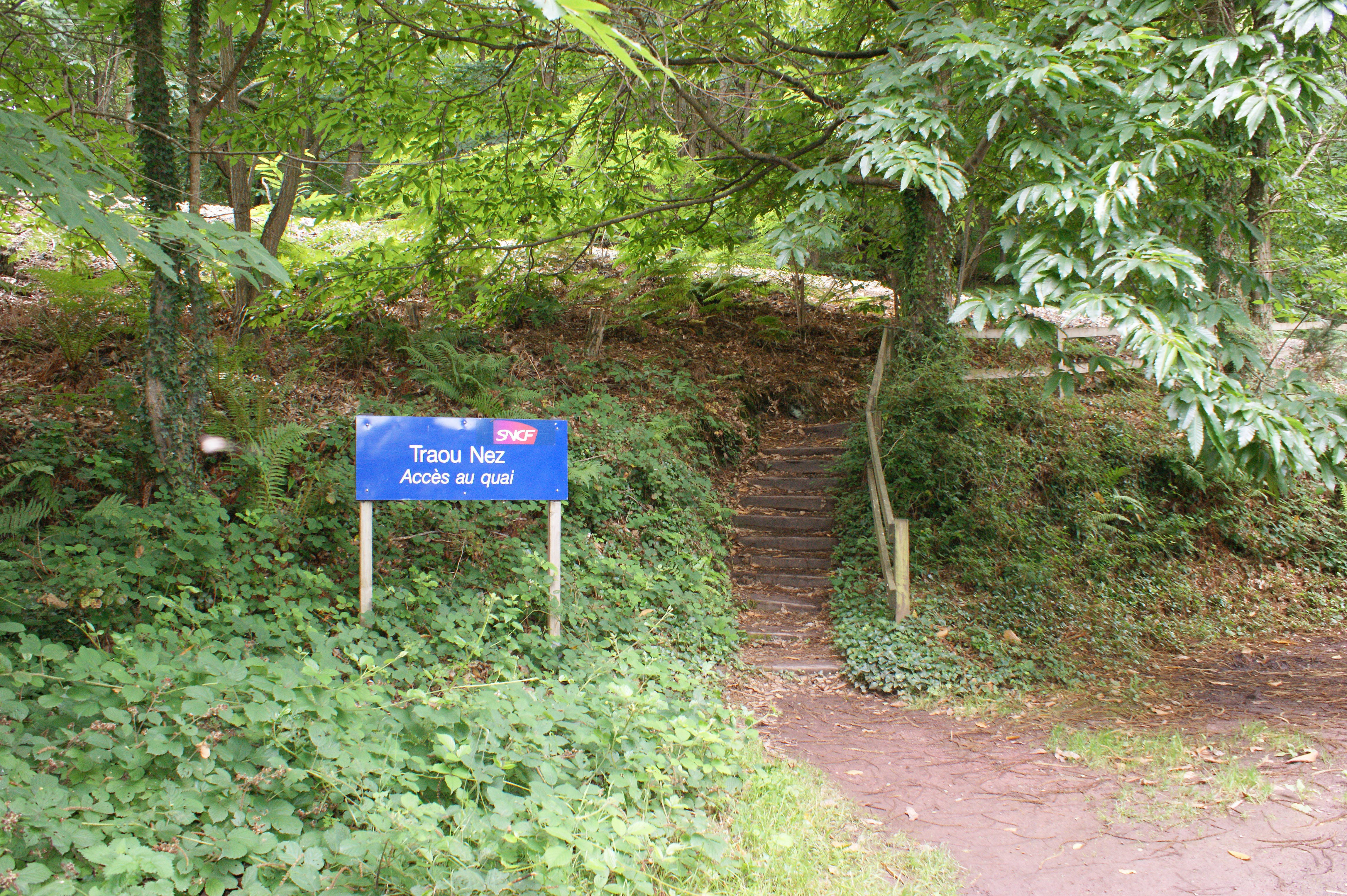
L'accès au quai, à partir du parking et de la maison de l'estuaire.
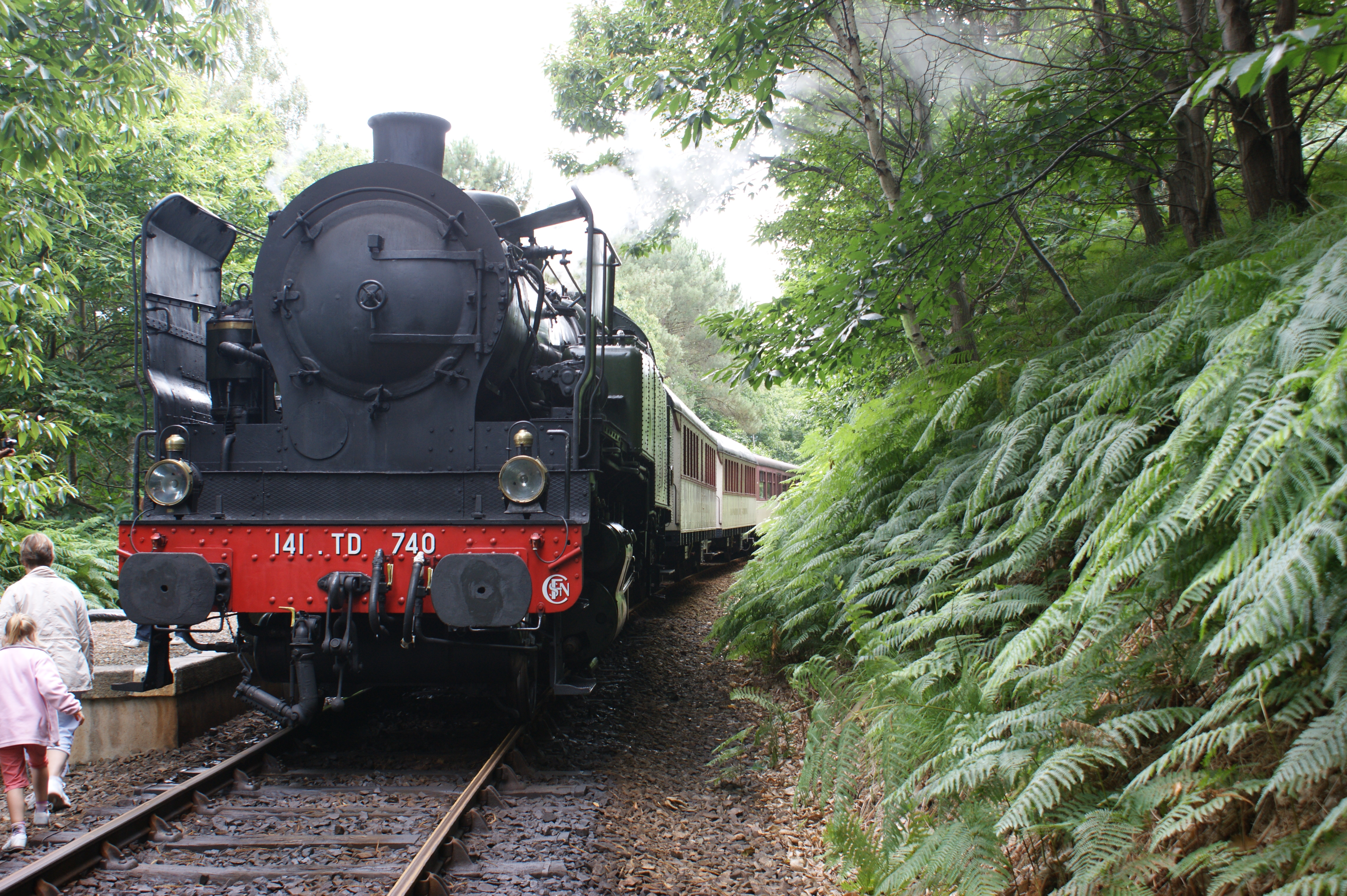
La locomotive 141 TD 740 et les voitures de La Vapeur du Trieux.
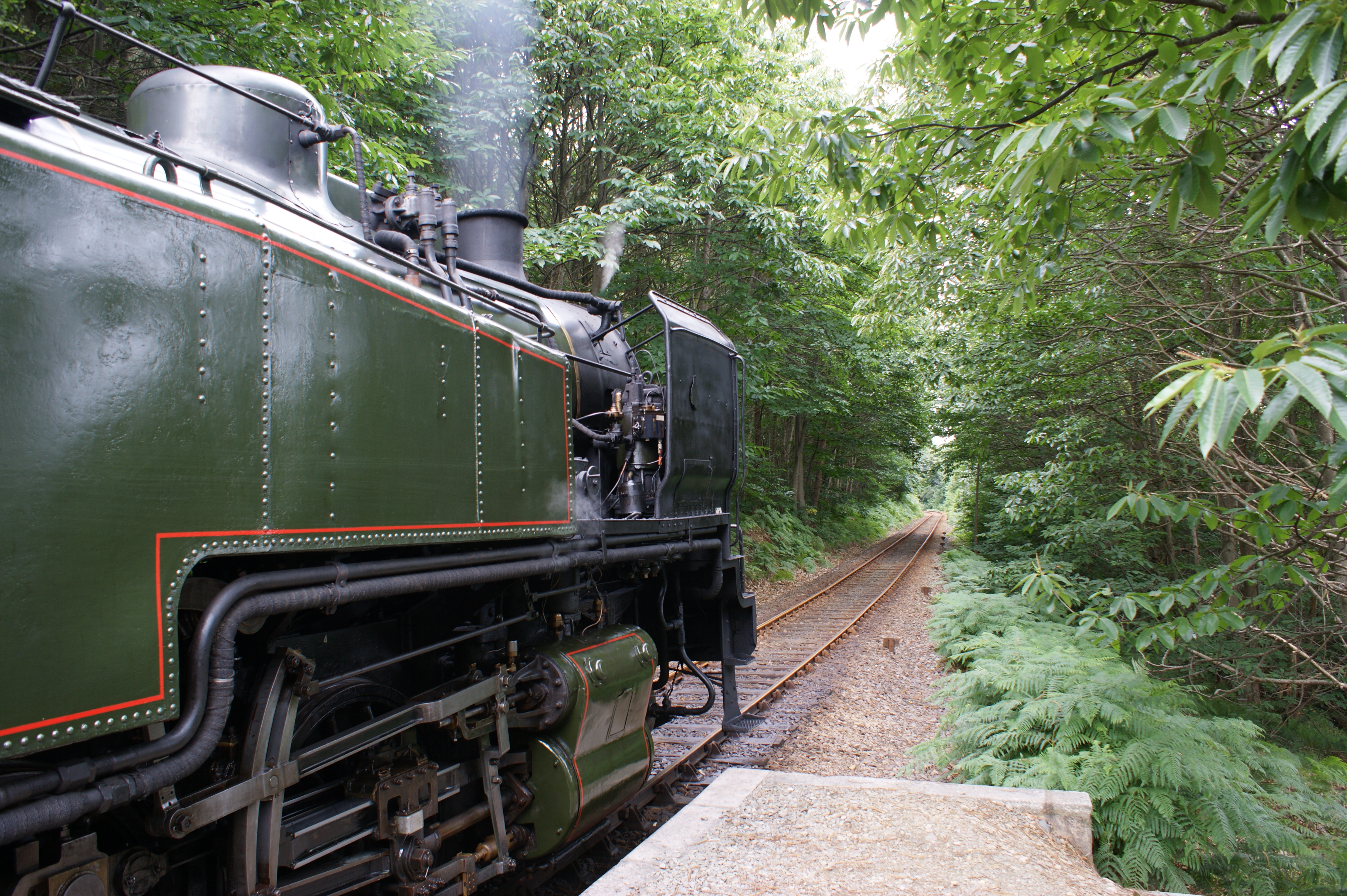
En bout de quai la 141 TD 740 et la voie en direction de Pontrieux.